# LIFE (アンジェラ・アキのアルバム)
『LIFE』（ライフ）は2010年9月8日にエピックレコードジャパンから発売された日本のシンガーソングライター・アンジェラ・アキメジャー4作目のアルバム。

## 概要
2009年2月発売『ANSWER』以来約1年7ヶ月ぶりの新作。アンジェラのデビュー5周年記念作品を銘打って発表された。DVD付初回限定盤と通常盤の2形態で発売。
当初「デビュー5周年」ということもあるため、ベスト・アルバムを発売するという案もあったが、アンジェラはそれを拒み、「5周年であるならばファンに対し5年の集大成を届けるべき」と考え、これまでの作品と異なり、英語曲を多く含んだ構成となった。結果、ベスト・アルバムとはならなかったが、当初のベスト盤構想は初回限定盤DVDにおけるMV集という形で実現している。
後に、アンジェラはグラミー賞挑戦構想を発表し、英語作品の増加やジャニス・イアンとの共作もこれに伴うものであると発表された。
本作の高い完成度と5周年イヤーのアスティとくしまにおける凱旋弾き語り公演の成功、オールリクエスト形式の武道館コンサートといった充実した活動内容が災いし、ある種の頂点での燃え尽き症候群に近い形で曲が出なくなるという極度のスランプに陥り、同じ時期に子宮外妊娠と東日本大震災が重なったことも、より精神的な衰弱に拍車をかけてしまった旨をアルバム『BLUE』の時期に新聞取材などを通し明かしており、ラスト・ライブのパンフレットにもその詳細が記されている。次回作『WHITE』の収録曲がそれまでの1アルバム13曲構成から10曲に減少、さらに半数がカバー曲（うち2曲は自身作品のリメイク）となり、その次の作品『SONGBOOK』が洋楽カバー集となったのはそのため。そして、この時の「5年で既に燃え尽きてどうするんだ」という考えが、後のアメリカ留学への決意に繋がったという。

## 収録曲

### DISC.1　CD
作詞・作曲・編曲：アンジェラ・アキ（特記以外）
1. 愛の季節
  - 9thシングル。
  - NHK連続テレビ小説『つばさ』主題歌
2. 輝く人
  - 10thシングル。
  - NHK『こころの遺伝子』テーマソング
3. Every Woman's Song
  - 作詞・作曲・編曲：アンジェラ・アキ、Janis Ian
  - 前作の「Black Glasses」に続くコラボレーション。本曲は、友人でもあり、互いを認め合う仲でもあるジャニス・イアンとの共同作品。有線放送では非常に好評で、外国語による楽曲のリクエスト記録を更新するほどであった。
4. サイン
  - 作曲・編曲：アンジェラ・アキ、西川進
5. Remember Me
  - 編曲：亀田誠治
6. Unbreakable
  - 作詞・作曲・編曲：アンジェラ・アキ、Jess Leary
7. What Are The Roses For?
8. 愛と絆創膏
9. Mad Scientist
10. The Truth Is Like A Lie
11. Bop Bop Bop（Colors Of Your Soul）
  - 作詞・作曲・編曲：アンジェラ・アキ、Janis Ian
12. 母なる大地
  - 編曲：ホッピー神山
13. LIFE
  - 作曲・編曲：アンジェラ・アキ、河野伸
  - 日本生命『みらいサポート』CMソング

### DISC.2　初回限定盤DVD
- ミュージック・ビデオ集

1. HOME
2. 心の戦士
3. Kiss Me Good-Bye
4. This Love
5. サクラ色
6. 孤独のカケラ
7. たしかに
8. Again
9. 手紙〜拝啓 十五の君へ〜
10. 愛の季節
11. 輝く人

## 演奏[4]
- アンジェラ・アキ
  - Vocals
  - Piano (#1.3-13)
  - Acoustic Guitar (#2)
  - Synthesizer Operation (#6.9.11)
- 村石雅行：Drums (#1.4.5.7.12.13)
- 沖山優司：Bass (#1.4.7.12.13)
- 西川進
  - Acoustic Guitar (#1.12.13)
  - Electric Guitar (#1.4.5.12)
  - 12 Strings Guitar (#13)
- 阿部尚徳：Synthesizer Operation (#1.9)
- Eddie Bayers：Drums (#3.6.9.10.11)
- Tim Marks：Bass (#3.6.9.10.11)
- Eric Darken：Percussion (#3.6.9.10.11)
- Janis Ian
  - Acoustic Guitar (#3.6.9.10)
  - Second Vocals, Choir Leader (#3)
- Chris Leuzinger：Electric Guitar (#3.6.9.10.11)
- April Bragg, Marsha Brown, Juanita Copeland, Kelly Easter, Amanda Hunt-Taylor, Mary Jo Johnson, Jennifer Kimball, Megan Manly, Anne Martin, Vickie Martin, Judy Matthews-Taylor, Nancy Moran, Jan Morrison, Maura O'Connell, Kim Patterson, Mary Scheib, Victoria Shaw, Kelly Slagter, Sandi Struening, Cathy Sullivan, Mandy Torkelson, Glenda Yarbrough：Choir (#3)
- 亀田誠治：Bass (#5)
- 金原千恵子ストリングス：Strings (#5)
- 豊田泰孝：Synthesizer Operation (#5)
- Jess Lealy：Second Vocals (#6)
- Jonathan Yudkin：Cello (#7)
- Ryosuke”Dr.R”Sakai：Synthesizer Operation (#8)
- 弦一徹ストリングス：Strings (#8.13.)
- 山根麻以、坪倉唯子：Background Vocals (#12)
- グレート栄田ストリングス：Strings (#12)
- 高桑英世：Flute, Piccolo (#12)
- 野口みお：Flute (#12)
- 山根公男：Clarinet (#12)
- 庄司さとし：Oboe (#12)
- 岡本正之：Fagotto (#12)
- 藤田乙比古：Horn (#12)
- 関島岳郎：Tuba (#12)
- 菅坂雅彦、横山均：Trumpet (#12)
- 松本治：Trombone (#12)
- 八木美知依：17絃箏,  21絃箏 (#12)
- ホッピー神山：Celesta (#12)